# Paweł Łoziński
Paweł Łoziński (ur. 4 grudnia 1965 w Warszawie) – polski reżyser, scenarzysta i producent filmów dokumentalnych.

## Życiorys
Urodził się w rodzinie pochodzenia żydowskiego. Wnuk działaczy komunistycznych Romana Korneckiego i Eugenii Łozińskiej, syn reżysera-dokumentalisty Marcela Łozińskiego.
W 1992 r. ukończył studia na Wydziale Reżyserii Państwowej Wyższej Szkoły Filmowej, Telewizyjnej i Teatralnej w Łodzi. Przygodę z filmem rozpoczął od asystowania ojcu, Marcelowi Łozińskiemu. Był także asystentem Krzysztofa Kieślowskiego przy filmie Trzy kolory. Biały (1993). W oparciu o pomysł Kieślowskiego zrealizował polski odcinek serii Sto lat kina. W 1996 r. za swą telewizyjną fabułę Kratka, z Jerzym Kamasem, otrzymał nagrodę za debiut na festiwalu w Gdyni. Wiele nagród na międzynarodowych festiwalach otrzymał film Miejsce urodzenia (1992), o podróży pisarza Henryka Grynberga w poszukiwaniu śladów zamordowanego w czasie okupacji ojca. Niemniejsze uznanie – jako propozycja „dokumentu codzienności” – zdobyły filmy Taka historia i Siostry, nagrodzone Złotym Lajkonikiem na krakowskim Festiwalu Filmów Dokumentalnych i Krótkometrażowych.

## Filmografia
- Miejsce urodzenia – 1992 r. – film otrzymał wyróżnienie oraz nagrodę Polskiej Federacji Dyskusyjnych Klubów Filmowych podczas XXII Lubuskiego Lata Filmowego w Łagowie w 1992 r., Białą Kobrę na III Festiwalu Mediów Człowiek w Zagrożeniu, I nagrodę w kategorii filmu dokumentalnego na Bałtyckim Festiwalu Filmowym i Telewizyjnym na Bornholmie w 1993 r. i w tymże roku Grand Prix, Nagrodę Europejskiej Fundacji Kultury na IV Festiwalu Filmów Dokumentalnych „Vue Sur Les Docs” w Marsylii. Bohaterem filmu jest Henryk Grynberg. Zdjęcia kręcono we wsi Radoszyna.
- Kratka – 1996 r. – jedyny film fabularny, nagroda za debiut reżyserski w Gdyni 1996
- Sławomir Mrożek przedstawia – 1997 r.
- Japonia – 1997 r.
- Taka historia – 1999 r. – nagroda Złoty Lajkonik 1999 i główna nagroda festiwalu w Lipsku 1999
- Siostry – 1999 r. – nagroda Złoty Lajkonik 1999
- Pani z Ukrainy – 2002 r.
- Mój spis z natury we wsi Leźno Małe – 2002 r.
- Über die Grenze – Fünf Ansichten von Nachbarn (część „Między drzwiami”) – 2004 r.
- Jacek Hugo-Bader. Korespondent z Polszy – 2007 r.
- Kici, kici – 2008 r.
- Chemia – 2009 r. – film otrzymał Białą Kobrę na XIX Festiwalu Mediów Człowiek w Zagrożeniu[4].
- Inwentaryzacja – 2010 r.
- Ojciec i syn – 2013 r. – film otrzymał m.in. nagrodę za najlepszy pełnometrażowy dokument w międzynarodowym konkursie dokumentalnym Srebrny Róg KFF 2013 oraz Białą Kobrę na XXIII Festiwalu Mediów Człowiek w Zagrożeniu[5].
- Nawet nie wiesz, jak bardzo cię kocham – 2016 r. – film otrzymał nagrodę Srebrny Lajkonik na KFF za najlepszy film dokumentalny oraz Białą Kobrę na XXVI Festiwalu Mediów Człowiek w Zagrożeniu[6].
- Film balkonowy - 2021 r.